# Omonia Aradippou
O Omonia Aradippou é um clube de futebol cipriota de Aradippou, Chipre. A equipe compete no Campeonato Cipriota de Futebol .

## História
O clube foi fundado em 1929.